# Alexandr Vasiljevič Kolčak
Admirál Alexandr Vasiljevič Kolčak (rusky Александр Васильевич Колчак; 4. listopadujul./ 16. listopadu 1874greg., Petrohrad – 7. února 1920, Irkutsk) byl ruský admirál (od roku 1917) a jeden z vůdců bílých v ruské občanské válce.

## Mládí
Kolčak se narodil v Petrohradě v roce 1874. Rodiče pocházeli z Oděsy, mezi jeho předky byli záporožští kozáci. Jeho otec byl voják, který bojoval při obležení Sevastopolu v letech 1854–1855 během Krymské války, kde získal Kříž sv. Jiří za statečnost v boji. Po odchodu do výslužby pracoval jako zbrojní inženýr. Mladý Kolčak se rozhodl pro vojenskou kariéru v námořnictvu. Vystudoval vojenskou akademii a pak nastoupil k sedmému námořnímu praporu v Petrohradě. Brzo však byl poslán na Ruský Dálný východ, kde sloužil čtyři roky v přístavu Vladivostok. V roce 1899 se vrátil do Evropy a sloužil na námořní základně v Kronštadtu. V té době se Kolčak připojil k polární výpravě vědce Eduarda Gustava von Tolla jako hydrolog. Vrátil se po velkých útrapách v roce 1902 . Výzkumné cesty na sever podnikl Kolčak ještě několikrát. Za svou výzkumnou činnost dostal od Ruské akademie věd vysoké ocenění.
V roce 1904 vypukla rusko-japonská válka. Kolčak byl poslán do přístavu Port Arthur, kde se pak odehrály nejdůležitější boje celé války. Kolčakovi se dařilo působit Japoncům velké ztráty, ale nakonec byl raněn a padl do zajetí. Byl uvězněn v japonském městě Nagasaki. Pro své chatrné zdraví byl ale nakonec propuštěn a poslán zpět do vlasti. Do Evropy se vrátil v roce 1905. Začal pracovat pro Ruskou akademii věd a zpracovával materiály, které nasbíral v průběhu svých polárních výprav. Za jeho výzkumy se mu přezdívalo Kolčak Polárník. Kolčak se aktivně zapojil do přebudování ruského námořnictva, které bylo ve válce s Japonskem skoro zničeno. Velel Baltské flotile do vypuknutí první světové války v roce 1914.

## První světová válka
Válka zastihla Kolčakovo námořnictvo dobře připravené. Začal organizovat své loďstvo v Rižském zálivu. Podnikal nebezpečné akce, které se odehrávaly dokonce nedaleko německých přístavů Kiel a Gdaňsk. V roce 1916 byl povýšen na viceadmirála a převelen k černomořské flotile. I zde byl úspěšný, když odvrátil hrozbu turecké námořní nadvlády nad Černým mořem. Dokonce začal útočit na turecké pobřeží a vrcholem bylo obsazení tureckého města Trabzon (dnes ve východním Turecku).

## Únorová a říjnová revoluce

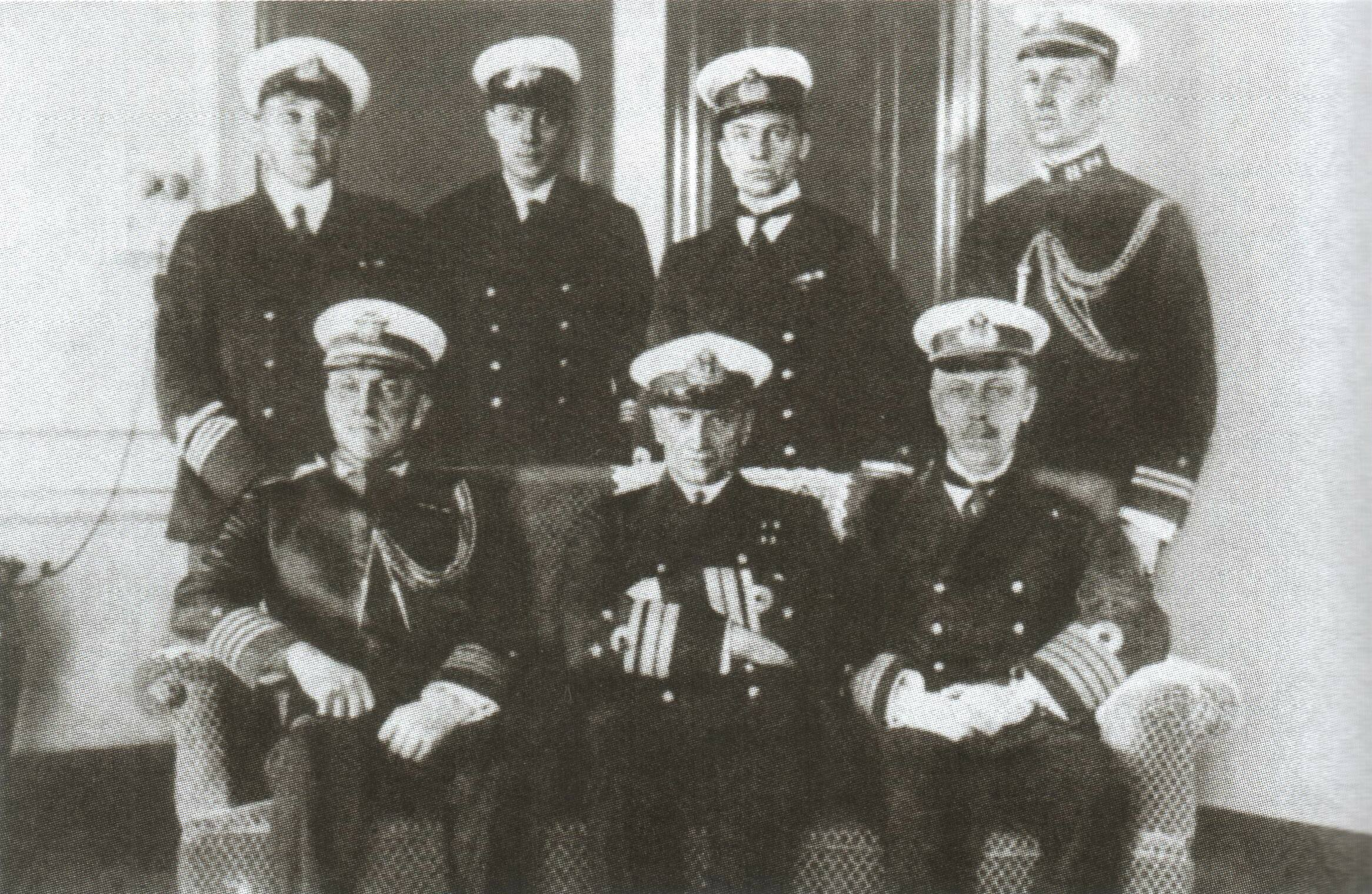
Členové ruské námořní mise vedené Kolčakem s americkými námořními důstojníky v New Yorku v roce 1917

Po únorové revoluci v roce 1917 zavládl v černomořské flotile chaos. Kolčak se vypravil ihned do Petrohradu, kde se setkal s ruskou Prozatímní vládou. Podal zprávu o rozpadající se a demoralizované armádě předním politikům. Požadoval obnovu disciplíny, zákaz revoluční agitace, zrušení vojenských sovětů a zpřísnění trestů v armádě. Noviny začaly mluvit o Kolčakovi jako o budoucím vůdci či diktátorovi v Rusku. Několik extrémistických skupin dokonce chtělo Kolčaka za svého vůdce. Poté, co se stal ministrem námořnictva Alexandr Fjodorovič Kerenskij, byl Kolčak požádán, aby odjel do USA. Kolčak zde měl Američanům podat informace o tureckém průlivu Dardanely. Cesta však byla zcela zbytečná, protože americká armáda se mezitím myšlenky útoku na Dardanely vzdala. Kolčak aspoň navštívil americké námořní základny a rozhodl se přes Japonsko vrátit do vlasti.
Říjnová revoluce zastihla Kolčaka v Japonsku. Po obeznámení se situací v Rusku sám nabídl své zkušenosti Britům, v boji proti Německu. Zpočátku byli Britové jeho nabídce kladně nakloněni a chtěli ho poslat bojovat do Mezopotámie. Avšak nakonec se rozhodli, že Kolčak bude prospěšnější v Rusku, když bude bojovat proti bolševikům a přivede Rusko zpátky do války na straně Dohody, protože bolševici krátce po převzetí moci podepsali v březnu 1918 separátní brestlitevský mír s Německem. Kolčak neochotně souhlasil s rozhodnutím Britů a vrátil se do Ruska. V Omsku se stal ministrem v Ruské vládě – Direktoriu, ve které měla většinu Strana socialistů-revolucionářů (eserů). V listopadu 1918 vládu svrhl pučem a prohlásil se vrchním vladařem Ruska. Nechal poté popravit na 500 eserů, kteří se pokusili o jeho svržení.

## Občanská válka
Kolčak se ukázal jako velice nezkušený politik a idealista. Jeho vláda byla velice zkorumpovaná a nekontrolovatelná. Jeho jménem se konala mnohá zvěrstva. Na druhou stranu dosáhl několika významných vítězství. Dopomohli mu k tomu Britové, kteří mu dodávali zbraně, munici, uniformy a další potřebné vybavení. Britové vynaložili na podporu bělogvardějců přes 239 milionů dolarů. Kolčakova armáda dobyla Ufu a měla přístup k Samaře. Území ovládané Kolčakem mělo přes 300 000 km² a žilo na něm 7 miliónů lidí. Pokud započítáme útok dalšího bělogvardějského generála Děnikina, který z Ukrajiny postupoval na Moskvu, byla situace bolševiků velice špatná.

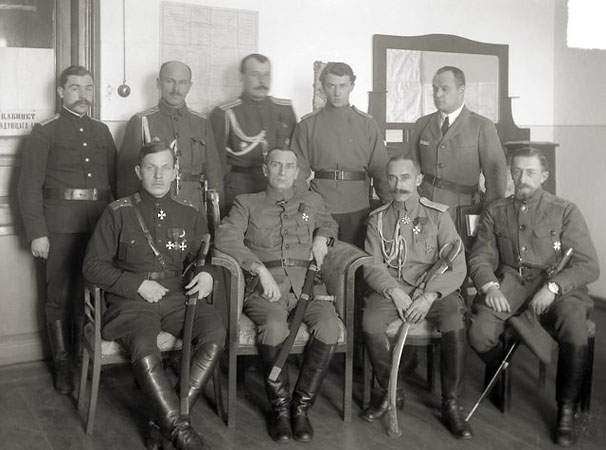
Velitel čs. legií v Rusku Radola Gajda a Kolčak v sídle sibiřské armády v předvečer jarní ofenzívy v únoru 1919

Kolčakova armáda ale byla daleko od zásobovacích tras a byla velice vyčerpaná. Kolčak si také znepřátelil potenciální spojence, jako byly například Československé legie. Legie zastavily boje v říjnu 1918, ale stále zůstávaly na území Ruska. Během sibiřské intervence Kolčak nemohl počítat ani s pomocí Japonska, které se bálo, že Kolčak zpochybní jeho nárok na území východní Sibiře, které japonské jednotky v průběhu války obsadily. Američané viděli v Kolčakovi diktátora (zejména kvůli formě, kterou zlikvidoval pětičlenné Direktorium prozatímní vlády) a obávali se jeho monarchistických a autokratických názorů. Na protest proti zločinům některých Kolčakových velitelů odešel v červnu 1919 z jeho služeb čs. vojenský velitel Radola Gajda. V roce 1919 začala bolševická protiofenzíva, ve které šla armáda bílých od porážky k porážce. Kolčak začal ztrácet půdu pod nohama. Rudá armáda obsadila Ufu a bez boje vstoupila do Omsku. Kolčak utekl z Omsku po Transsibiřské magistrále, kterou v té době měly pod kontrolou československé legie, na východ. V Irkutsku, kde chtěl umístit své velitelství, proběhl puč a moci se chopili členové strany eserů. První, co nová vláda udělala, bylo zbavení Kolčaka veškeré moci.
Kolčak rezignoval a veškerou moc předal Děnikinovi, který se úporně bránil Rudé armádě na Ukrajině. Velitelem zbylých povolžských sil Kolčakovy armády byl v listopadu 1919 jmenován ruský generál švédského původu Vladimir Kappel, který se na ústupu před Rudou armádou vydal se svými vojáky a jejich rodinami na více než 3000 kilometrů dlouhý pochod přes Sibiř do Zabajkalska. V lednu 1920 předal smrtelně nemocný Kappel velení Sergeji Vojcechovskému, který později jako protibolševický bílý emigrant odešel do Československa, kde se stal generálem československé armády. Velitelem Kolčakových jednotek v Zabajkalsku byl jmenován kozácký ataman Semjonov.
Podle vyšetřování Politické komise složené z bolševiků, eserů a menševiků nechal Kolčak vykonat tresty smrti nad více než 110 000 lidmi údajně sympatizujícími s komunisty. Podle dalšího šetření a vypovědí Kolčakových důstojníků měly být celé vesnice vyvražděny a vypáleny, pokud jejich obyvatelé „spolupracovali s bandity“ (rudými partyzány), rudá protistrana však činila totéž a vedla vlastní kampaň rudého teroru. V některých vesnicích byl zastřelen každý desátý muž, jiné byly kompletně srovnány se zemí. Soud a Politická komise Kolčaka odsoudily k smrti. Před popravou si vyžádal pivo. Zastřelen byl 7. února 1920.

### Kolčak a československé legie
Ačkoli byl Kolčakovi slíben bezpečný odchod s legiemi z Ruska, Čechoslováci ho museli vydat levicové vládě v Irkutsku, aby jim povolila průjezd. Tento krok byl bílým hnutím považován za zradu. Této vládě se souhlasem spojenců (zejména Američanů) hodlali též předat od Kolčakovy armády převzatý poněkud zmenšený ruský zlatý poklad, s nímž se setkali již v srpnu 1918 při dobytí Kazaně.

## V kultuře
Jeho život od roku 1914 do jeho smrti v roce 1920 je ztvárněn ve filmu Admirál z roku 2008 režiséra Andreje Kravčuka. Postavu admirála Kolčaka ztvárnil populární ruský herec Konstantin Chabenskij. Ve filmu je však postava Kolčaka poněkud zidealizována. Píseň k filmu s názvem Вопреки nazpíval ruský zpěvák Valerij Meladze.